# 히구치 다이키
히구치 다이키(일본어: 樋口 大輝, 2001년 9월 10일~)는 일본의 축구 선수이다.

## 구단 경력
그는 2023년 J3리그의 마쓰모토 야마가 FC에 입단했다.